# The Notorious B.I.G.
Christopher George Latore Wallace (Nova Iorque, 21 de maio de 1972 – Los Angeles, 9 de março de 1997), mais conhecido por seus nomes artísticos The Notorious B.I.G., Biggie Smalls, ou simplesmente Biggie, foi um rapper e compositor norte-americano. Enraizado na cena do rap de Nova Iorque e nas tradições do gangsta rap, ele é considerado um dos maiores rappers de todos os tempos. Wallace foi notado pelo seu "flow solto e descontraído", que sobrepõe, muitas vezes, o conteúdo sombrio de suas letras. Suas músicas eram frequentemente semiautobiográficas, falando das dificuldades de sua vida e da criminalidade, mas também de devassidão e celebração.
Nascido e criado no Brooklyn, na cidade de Nova Iorque, Wallace assinou seu primeiro contrato em 1993 com a gravadora Bad Boy Records, gravadora fundada neste mesmo ano por Sean Combs. Seu álbum de estreia, Ready to Die (1994), foi aclamado pela crítica e inclui suas canções de maior sucesso, "Juicy" e "Big Poppa". O álbum fez dele a figura central na cena do hip hop na Costa Leste, e restaurou a visibilidade de Nova Iorque no gênero, numa época em que a Costa Oeste era dominante. Wallace foi premiado como Rapper do ano pela Billboard Music Awards em 1995. No ano seguinte, Biggie foi o mentor por trás do grupo Junior M.A.F.I.A., levando seus amigos de infância a traçar o sucesso, entre eles Lil' Kim e Lil' Cease.
Durante a gravação de seu segundo álbum, Wallace foi fortemente envolvido na crescente rixa de hip hop East Coast–West Coast. Uma série de suspeitas foram levantadas após Tupac Shakur ser atingido e morto por tiros disparados de um veículo em movimento em Las Vegas em Setembro de 1996. Especulações cercaram a Bad Boy e muitos acreditaram que seu envolvimento era claro, por conta da rixa entre Biggie e Tupac.
Em 9 de Março de 1997, Wallace foi morto a tiros da mesma forma que Tupac, sendo atingido por tiros vindo de um carro, enquanto visitava Los Angeles. Seu álbum duplo Life After Death, lançado 16 dias depois, subiu para No. 1 nas paradas de álbuns dos EUA e recebeu um disco de Diamante em 2000 pela Recording Industry Association of America, um dos poucos álbuns de hip hop a receber essa premiação. Mais dois álbuns foram lançados desde a sua morte. Ele tem certificado de vendas de 17 milhões de unidades nos Estados Unidos, incluindo 13,4 milhões de álbuns vendidos.

## Biografia

### 1972-94: Infância, prisões, começo da carreira e família
Wallace nasceu no St. Mary's Hospital do Brooklyn, em Nova York City, no dia 21 de maio de 1972, como o único filho dos pais Jamaicanos, Voletta Wallace, uma professora da pré escola, e Selwyn George Latore, um soldador e político. Seu pai deixou a família quando Wallace tinha dois anos de idade, e sua mãe trabalhava em dois empregos enquanto cuidava dele. Wallace cresceu em Clinton Hill, na 226 St. James Place, próximo a barreira de Bedford-Stuyvesant, Brooklyn.
Na Queen of All Saints Middle School, Wallace sobressaiu-se em sua sala, ganhando diversos prêmios como um estudante de Inglês. Ele era chamado de "Big" (Grande) por seu peso excessivo aos 10 anos. Ele disse que começou a vender drogas aos 12 anos. Sua mãe, sempre ocupada com o trabalho, só ficou sabendo do ocorrido após Wallace já ter alcançado a vida adulta.

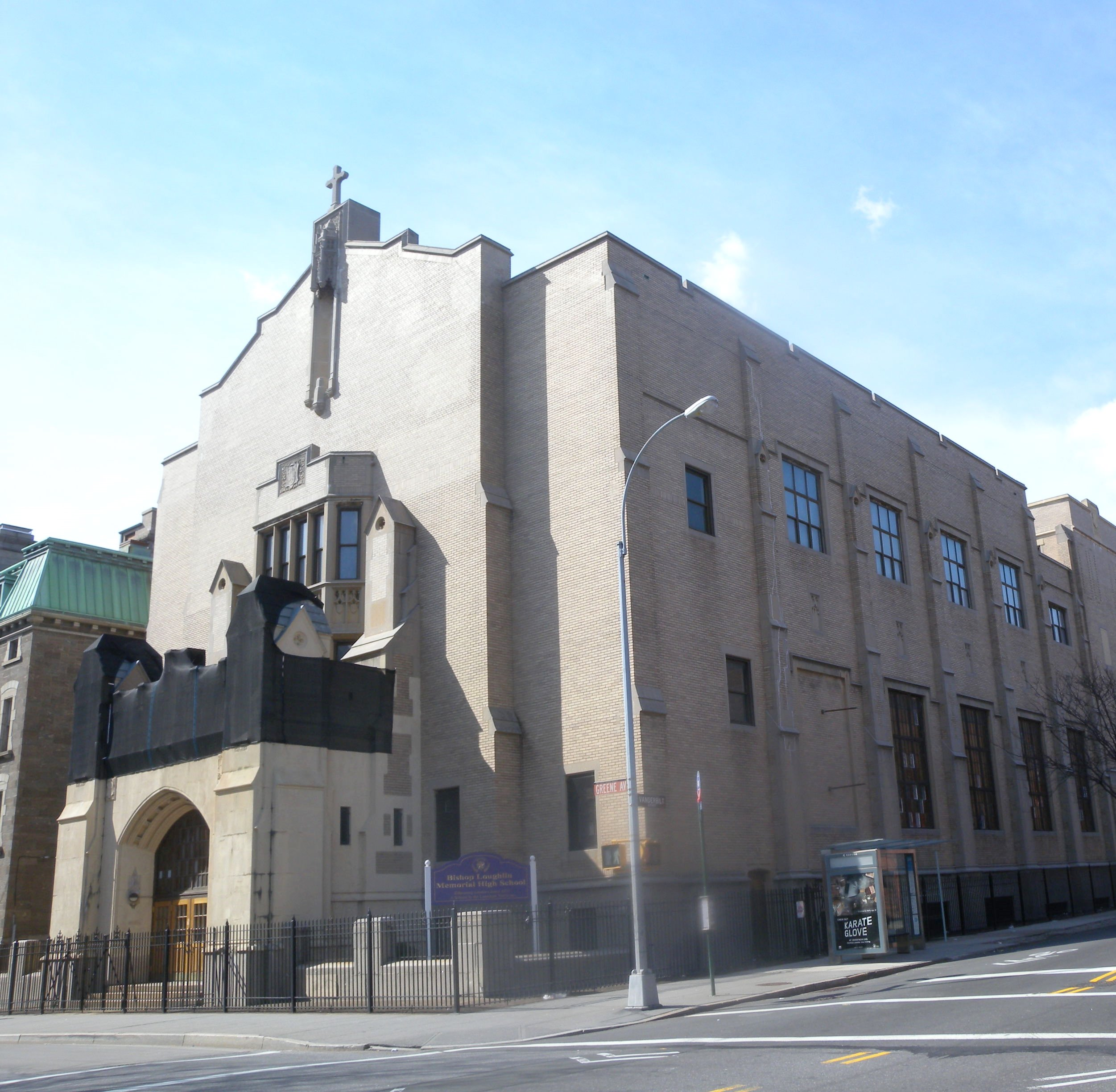
Wallace estudou na Bishop Loughlin Memorial High School antes de transferir-se a seu pedido

Após seu pedido, Wallace transferiu-se de Bishop Loughlin Memorial High School para George Westinghouse Career and Technical Education High School, no qual futuros rappers DMX, Jay-Z e Busta Rhymes também transferiram-se ao mesmo tempo. De acordo com sua mãe, Wallace continuava um bom estudante, mas ele desenvolveu uma atitude de "malandro" em sua nova escola. Aos dezessete anos, Wallace desistiu da escola e envolveu-se cada vez mais no mundo do crime. Em 1989, ele foi preso com encargos de armas em Brooklyn e sentenciado a cinco anos de liberdade vigiada. Porém, em 1990, ele foi preso novamente por violar a sentença. Um ano depois, Wallace foi preso em North Carolina por venda de crack. Ele passou nove meses preso na cadeia antes de pagar a fiança.
Wallace começou a cantar rap quando era jovem. Entreteve pessoas nas ruas e cantou junto de grupos locais, como: the Old Gold Brothers and the Techniques. Após sair da cadeia, Wallace fez um vídeo demo sob o nome Biggie Smalls, uma referência a um personagem do filme de 1975 "Let's Do It Again" bem como sua estatura; ele media 1,91 m e pesava entre 140–170 kg (de acordo com diferentes fontes da polícia). A gravação foi feita sem objetivo de conseguir um acordo legal. De qualquer forma, o vídeo foi posto ao ar por Mister Cee (DJ de Nova York), que antes havia trabalhado com Big Daddy Kane, e foi ouvido pelo editor da The Source.
Em março de 1992, Wallace estreou na coluna Unsigned Hype da The Source, dedicada para inspirar rappers, e gravar por trás deste sucesso. O vídeo demo foi ouvido pela Uptown Record A&R e pelo produtor de discos Sean Combs, que conseguiu uma entrevista com Wallace. Ele foi imediatamente contratado para Uptown e fez uma aparição com os colegas de produção, Heavy D & the Boyz' "A Buncha Niggas" (do álbum Blue Funk). Mais tarde, após assinar seu contrato de gravação, Combs foi demitido da Uptown e começou um novo escritório. Wallace seguiu com Combs e em meados de 1992, assinou com a nova gravadora do Combs, Bad Boy Records.
Em 8 de Agosto de 1993, A namorada de Wallace dá a luz à sua primeira filha, T'yanna. Mas eles estavam separados há um certo tempo antes do bebê nascer. Wallace queria que sua filha terminasse a escola, mesmo tendo saído da Universidade por conta própria. Wallace disse que se sua mãe tivesse prometido o que ele prometeu a sua filha: "tudo que ela quisesse", Wallace não só teria se graduado mas também seria o melhor da sala. Ele continuou vendendo drogas para ajudar sua filha financeiramente. Quando Combs descobriu isso, forçou Wallace a desistir.
Mais tarde nesse ano, Wallace ganhou exposição no remix do single de Mary J. "Real Love". Assim que descobriu que o apelido "Biggies Smalls" já estava em uso, abraçou de vez aquele que seria o seu até o fim da vida: "The Notorious B.I.G".[carece de fontes?]
Mais ou menos nesta época, Wallace tornou-se um grande amigo de Tupac Shakur. O primo Lil' Cease informou que os amigos eram bem próximos, muitas vezes viajando juntos quando não estavam trabalhando. De acordo com o mesmo, Wallace era um frequente convidado na casa do amigo, e passavam um tempo juntos quando Shakur estava na California ou Washington, D.C. Yukmouth, um rapper de Oakland, diz que o estilo de Biggie era muito inspirado em Shakur.
"Real Love" alcançou o No. 7 na Billboard Hot 100, e se seguiu com um remix de Blige "What's the 411?". Ele continuou esse sucesso, em menor grau, em remixes como Neneh Cherry "Buddy X" e com o artista de reggae Super Cat "Dolly My Baby ft Combs" em 1993. Em Abril, sua faixa solo, "Party and Bullshit", apareceu na faixa de música "Who's the Man?". Em Julho de 1994, ele apareceu ao lado de LL Cool J e Busta Rhymes em um remix para a gravadora de Craig Mack "Flava in Ya Ear", alcançando o No.9 da Billboard Hot 100.

### 1994: "Ready to Die" e casamento

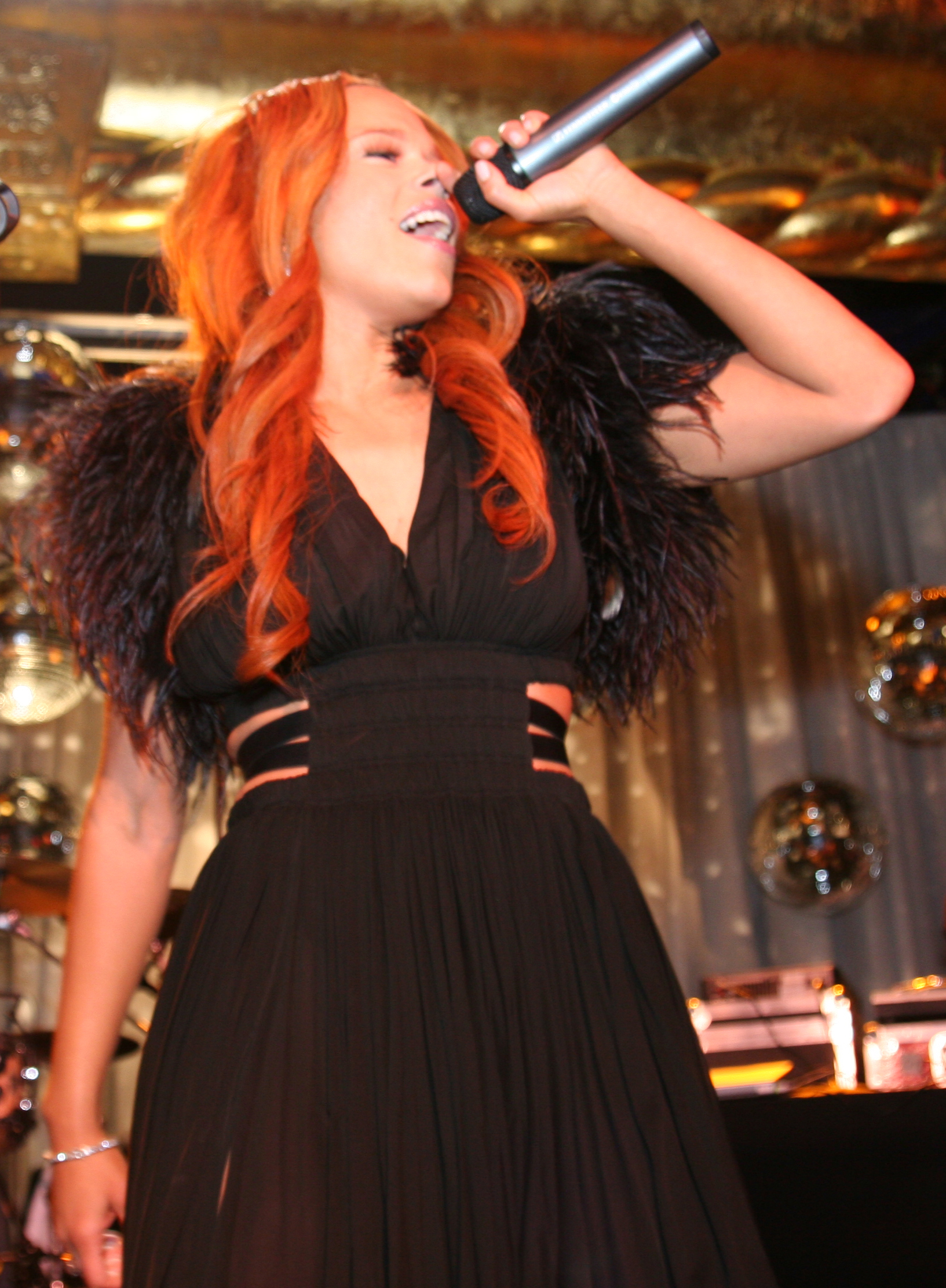
Wallace casou com Faith Evans em 1994

Em 4 de Agosto de 1994, Wallace casou-se com a cantora Faith Evans após se conhecerem no estúdio de fotografia da Bad Boy. Cinco dias depois, Wallace tem sua primeira parada pop de sucesso como um artista solo, ganhando um duplo A em "Juicy/Unbelievable", no qual alcançou o No. 27 como o primeiro single do seu álbum de estreia.
Ready to Die foi lançada em 13 de Setembro de 1994, e alcançou o No. 13 na Billboard 200 chart, eventualmente sendo certificado quatro vezes platina. O álbum, lançado quando o hip-hop da West Coast estava proeminente nas paradas dos EUA, de acordo com Rolling Stone, "quase sozinho... mudou todo o foco do rap East Coast". Isso imediatamente ganhou fortes avaliações e ganhou diversos elogios em retrospectiva. Em adição para "Juicy", a produtora lançou dois singles: o hit platinado "Big Poppa" no qual ganhou No. 1 nas paradas dos EUA, e "One More Chance", que vendeu 1.1 milhão de cópias em 1995.Busta Rhymes encontrou Wallace dando cópias gratuitas de Ready to Die em sua casa, na qual Rhymes acreditou ser "sua maneira de se auto-divulgar."
Wallace também formou uma amizade com Shaquille O'Neal, O'Neal lembrando de sua primeira vez ouvindo Biggie, enquanto ouvia a música "Gimme the Loot", onde Wallace menciona-o nas letras e, desse modo, atraiu O'Neal para sua música. O'Neal pediu uma colaboração com Wallace, no qual resultou na música "You Can't Stop the Reign". Sean Combs relatou que Wallace não fazia colaborações com "alguém que ele realmente não respeita", adicionando que Wallace prestou respeito a O'Neal "divulgando-o". Daz Dillinger, um frequente colaborador do Shakur, disse em 2015 que Wallace e ele estavam "bem". Wallace deveria viajar para encontrá-lo, e Dillinger chamou-lhe novamente servindo cannabis e gravando duas músicas com ele.

### 1995: Colaboração com Michael Jackson, Junior M.A.F.I.A.,Conspiracye rivalidade costeira
Biggie também trabalhou com Michael Jackson. Em 1995, compôs e cantou um rap para a canção "This Time Around" para o álbum HIStory. Lil' Cease reivindicou em 2013 que Wallace negou seus desejos de conhecer Jackson, citando que ele não "confiava crianças ao Michael" seguindo as acusações de abuso sexual infantil de 1993 contra Michael Jackson. O engenheiro John Van Nest e produtor Dallas Austin lembram-se das sessões onde Wallace estava ansioso parar conhecer Michael e que quase chorou quando ocorreu o encontro.
Em Agosto de 1995, o grupo de Wallace, Junior M.A.F.I.A, composto por seus amigos de infância, lançou seu primeiro álbum intitulado Conspiracy. O grupo incluía rappers como Lil' Kim e Lil' Cease, que passaram a ter uma carreira solo. O registro foi ouro e seus singles, "Player's Anthem" e "Get Money", ambos com Wallace, foram ouro e platina. Wallace continuou a trabalhar com artistas da R&B, colaborando com grupos da Bad Boy 112 (em "Only You") e Total (em "Can't You See") com ambas atingindo o No. 20 da Billboard Hot 100. Até o final deste ano, Wallace foi o artista solo mais vendido do sexo masculino e rapper nas paradas de pop e R&B.
Em Julho de 1995, ele apareceu na capa da The Source, com o título "O Rei de Nova York Domina Tudo", uma referência ao seu pseudônimo Frank White de 1990, do filme King of New York. Na The Source Awards, ele foi nomeado "Melhor Artista Novo" (Individual), "Letrista do Ano", "Artista ao Vivo do Ano", e em seu estreado Álbum do Ano. Na Billboard Awards, ele foi o "Artista de Rap do Ano".
Em seu ano de sucesso, Wallace se envolveu em uma rivalidade com o West Coast hip-hop de Tupac Shakur, agora seu ex-amigo. Em entrevista à revista Vibe, em Abril de 1995, enquanto servia o tempo em Clinton Correctional Facility, Shakur acusou o fundador da Uptown Records: Andre Harrell, Sean Combs, e Wallace de terem conhecimento prévio de um assalto que resultou em ele ter sido baleado várias vezes e perder milhares de dólares em joias na noite de 30 de Novembro de 1994. Apesar de Wallace e sua comitiva estarem no mesmo estúdio de gravação baseado em Manhattan, no momento da ocorrência, eles negaram a acusação.
Wallace disse: "O fato de eu estar no estúdio na hora do incidente foi só uma coincidência. Pac não pôde dizer quem realmente fez isso com ele naquela hora. Assim, ele simplesmente jogou a culpa em mim". Em 2012, um homem chamado Dexter Isaac, servindo prisão perpétua por outros crimes, disse que atacou Shakur nesta noite e que o roubo foi orquestrado por James Rosemond mais conhecido como Jimmy Henchman.
Após sair da prisão, Tupac assinou com a Death Row Records em 15 de Outubro de 1995. Bad Boy Records e Death Row, agora rivais nos negócios, se envolveram em uma briga intensa.
Wallace começou a gravar seu segundo álbum de estúdio em Setembro de 1995. O álbum, gravado em New York City, Trinidad e Los Angeles, foi interrompido durante 18 meses de criação por conta de prejuízo, disputas legais e a disputa de hip-hop do qual ele estava envolvido.

### 1996: Mais prisões, a morte de Tupac Shakur e segundo filho
Em 23 de Março de 1996, Wallace foi preso do lado de fora de um clube noturno em Manhattan por perseguir e ameaçar matar dois caçadores de autógrafos, quebrando a janela de seu táxi e então puxando um dos fãs para fora socando-o. Ele se declarou culpado por assédio em segundo grau e foi sentenciado a 100 horas de serviços comunitários. Em meio de 1996, ele foi preso em sua casa no Teaneck, New Jersey, por acusações de posse de drogas e armas.
Em Junho de 1996, Shakur lançou "Hit 'Em Up", uma faixa diss no qual ele afirma que teve sexo com a esposa de Wallace (na época, separados) e que Wallace copiou seu estilo e imagem. Wallace se referiu à primeira afirmação sobre a gravidez de sua esposa no filme "Brooklyn's Finest" de Jay-Z, em que ele canta: "se Faye (Faith Evan, sua esposa na época) tiver gêmeos, ela provavelmente terá two 'Pacs. Entendeu? 2Pac's?" De qualquer forma, Wallace não respondeu diretamente para a gravadora durante sua vida toda, declarando em 1997 numa entrevista para a rádio que "não era [seu] estilo de responder".
Em 7 de Setembro de 1996, Shakur foi baleado diversas vezes por um atirador à carro em Las Vegas, e morreu seis dias depois em 13 de Setembro de 1996, por complicações dos ferimentos. Rumores sobre o envolvimento de Wallace com o assassinato de Shakur foi reportado quase imediatamente. Uma série de duas parte de Chuck Philips que escreve para Los Angeles Times em 2002, "Quem Matou Tupac Shakur?", baseado nas denúncias da polícia e múltiplas fontes, reportara que "o tiroteio foi ordenado por uma gangue de Compton chamada Southside Crips para vingar o espancamento de um de seus membros pela gangue de Shakur horas antes", e que Wallace pagou pela arma do crime. Sua família negou publicamente a denúncia, produzindo documentos de que o rapper estava em Nova York e Nova Jersey no momento. The New York Times disse que os documentos eram inconclusivos, afirmando:
As páginas propõem que são três impressões da casa de Daddy, indicando que Wallace estava no estúdio gravando uma música chamada "Nasty Boy" na noite que Shakur foi morto. Eles indicam que Wallace escreveu metade da sessão, saía e entrava, sentava-se e escrevia uma referência – semelhante a um primeiro verso. Mas nada indicava a data de criação dos documentos. E Louis Alfred – engenheiro de gravação listado nas folhas – disse em uma entrevista que ele se lembrara de gravar a música com Wallace numa sessão de madrugada, não durante o dia. Ele não pôde recordar a data da sessão, mas disse que parecia não ser a noite que Shakur foi baleado. "Nós teríamos ouvido sobre isso" disse Sr. Alfred.
Além do mais, o artigo de Philips foi baseado em diversas fontes. Como o Assistente do Editor Chefe do LA Times Mark Duvoisin escreveu: "A história de Philips opõe-se a todos os desafios para sua fidelidade,  ...[e] permanece os relatos definitivos da morte de Shakur".
Faith Evans lembra que seu marido a ligou na noite da morte de Shakur, chorando como se estivesse em choque. Evans adiciona: "Eu acho que seria justo dizer que ele estava assustado, liberando todos estes problemas que ele carregava nesta então chamada carne, mostrando que ele não tinha ódio em seu coração". Wayne Barrow – codiretor de Wallace – disse que Wallace estava gravando a música "Nasty Girl" na noite que Shakur foi morto. Pouco tempo depois da morte de Shakur, ele se encontrou com Snoop Dogg, que pediu para Wallace tocar a música "Somebody's Gotta Die", música essa que Snoop Dogg é citado, e declara que ele [Wallace] nunca odiou Shakur.
Durante as sessões de gravação para seu segundo álbum, tentativamente nomeada para "Life After Death... 'Til Death Do Us Part" mais para frente encurtada para Life After Death, Wallace e Lil' Cease foram presos por fumar marijuana em público e tiveram seu carro guinchado. Já no dia seguinte, Wallace escolheu um Chevrolet Lumina como substituto, mesmo com as objeções de Lil Cease. O carro teria problemas de freio que Wallace não se importou em cuidar. O carro colidiu com um trilho, destruindo a perna esquerda de Wallace, quebrou a mandíbula de Lil Cease e feriu Chari Baltimore na altura da cabeça. Todos os envolvidos estavam no carro de Biggie durante o acidente. O acidente foi referido nas letras de "Long Kiss Goodnight": "Ya still tickle me /-/ I used to be as strong as Ripple be /-/ Til Lil' Cease crippled me".
Em 29 de Outubro de 1996, Faith Evans deu à luz o filho de Wallace, Christopher "C.J." Wallace Junior. No mês seguinte, Lil' Kim – membro da Junior M.A.F.I.A – lançou seu álbum estreia: Hard Core, sobre a direção de Wallace enquanto os dois estavam tendo um "negócio amoroso". Lil' Kim recorda "ser uma das maiores fãs de Wallace" e por ter sido "seu orgulho e prazer". Em uma entrevista em 2012, Lil' Kim disse que Wallace preveniu ela de fazer um remix do single de Jodeci "Love U 4 Life" trancando-a em um quarto e, de acordo com ela, Wallace decidiu que "ela não iria fazer nenhuma música com eles", por conta da afiliação do grupo com Tupac e a Death Row Records.

### 1997:Life After Deathe acidente de carro
Em Janeiro de 1997, Wallace foi obrigado a pagar uma indenização de US$ 41 000 em danos que seguiram-se envolveu um amigo de um promotor de concerto, alegando que Wallace e sua facção bateram-no durante uma disputa em Maio de 1995. Ele encarou acusações de agressão pelo incidente que permanece irresolvido, mas todas as denúncias de roubo foram retiradas. Seguindo os eventos do ano passado, Wallace contou que seu desejo era focar em sua "paz mental". "Minha mãe... meu filho... minha filha... minha família... meus amigos são o que importa agora".
Wallace viajou para a Califórnia em fevereiro de 1997 para promover seu próximo álbum Life After Death e gravar um videoclipe de seu single, "Hypnotize". Nesse mesmo mês, Wallace se envolveu em um briga doméstica com sua namorada Charli Baltimore, no hotel Four Seasons, por conta de fotos do Wallace com outras mulheres. Ambos foram requisitados a se retirar.

## Morte e funeral
Em 5 de março de 1997 Wallace deu uma entrevista de rádio com The Dog House em KYLD em São Francisco, Califórnia. Na entrevista, ele afirmou que havia contratado um segurança uma vez que temia por sua vida, mas isso era porque era uma figura da celebridade, não especificamente um rapper.
Em 8 de março de 1997, Wallace apresentou um dos prêmios de Toni Braxton no 11º Anual Soul Train Music Awards, em Los Angeles e foi vaiado por algumas pessoas da plateia. Depois da vaia, BIG resolveu cantar a música "Who Shot Ya" provocando seus rivais. Após a cerimônia, Wallace foi participar de uma festa organizada pela revista Vibe e Qwest Records no Museu Automotivo Petersen, em Los Angeles. Entre outros convidados incluíam Faith Evans, Aaliya, Sean Combs e alguns membros das gangues Crips e Bloods.
Em 9 de março de 1997, por volta de 00h30, Wallace foi com sua comitiva em dois Chevrolet Suburbans de volta ao seu hotel após o Corpo de Bombeiros encerrar a festa mais cedo, devido à superlotação. Wallace viajava no banco da frente, ao lado de seus companheiros, Damion "D-Roc" Butler, o membro do Junior M.A.F.I.A. Lil Cease e Gregory "G-Money" Young. Combs viajou em outro veículo com três guarda-costas. Os dois carros eram guiados por uma Chevrolet Blazer que levava o diretor de segurança da Bad Boy, Paul Offortd.
Por volta das 00h45, as ruas estavam cheias de pessoas que estavam saindo do evento. O carro de Wallace parou em um sinal vermelho a 46 metros do Museu Automotivo Petersen. Um Chevrolet Impala preto parou ao lado do carro de Wallace. O motorista do Impala, um homem desconhecido de característica afro-americana que vestia um terno azul e gravata borboleta, baixou a janela, sacou uma pistola de 9 milímetros de aço azulado e disparou contra o Suburban. Quatro balas atingiram Wallace no peito. Os parceiros de Wallace acelaram para o Centro Médico Cedars-Sinai, onde os médicos realizaram uma toracotomia de emergência, mas ele foi declarado morto às 01h15. Ele estava com 24 anos. Sua autópsia, na qual foi revelada 15 anos depois de sua morte, revelaram que apenas um tiro foi fatal; este que entrou pelo seu quadril e atravessou seu cólon, rim, coração, e seu pulmão esquerdo antes de parar em seu ombro esquerdo.
O funeral de Wallace ocorrera em 18 de Março de 1997, em Frank E. Campbell Funeral Chapel, Manhattan. Havia em torno de 350 amigos próximos de Wallace no funeral, incluindo: Queen Latifah, Flavor Flav, Mary J. Blige, Lil' Kim, Lil' Cease, Run–D.M.C., DJ Kool Herc, Busta Rhymes, Salt-N-Pepa, Dj Spinderella, Foxy Brown, Sister Souljah entre outros. David Dinkins e Clive Davis também compareceram. Após o funeral, seu corpo foi cremado e suas cinzas foram dadas à sua família.
Em 2011, o Federal Bureau of Investigation (FBI) lançou centenas de páginas de gravações (fortemente redigido) de sua investigação em torno do assassinato em 1997. Como parte do lançamento, eles revelaram uma lista de itens que Wallace tinha em seus bolsos na noite em que foi morto; uma carteira de habilitação de Georgia, uma caneta, 0,91 gramas de maconha, um inalador de asma e três camisinhas. Sua carteira de habilitação de Georgia foi retirada em algum momento dos anos 90 enquanto a Bad Boy estabelecia-se temporariamente em Atlanta.

## Lançamentos póstumos
Sessenta dias após sua morte, o segundo álbum de Wallace inicialmente nomeado Life After Death... 'Till Death Do Us Part, dividido em dois discos, foi lançado com título encurtado para Life After Death  e alcançou o No. 1 no Gráfico dos 200 da Billboard, após fazer uma aparição prematura na posição 176 devido as violações de venda nas ruas antes do lançamento oficial. O álbum gravado apresentou uma gama muito maior de convidados e produtores do que seu anterior. Ganhou forte avaliações e, em 2000, foi certificado Diamante – a maior certificação RIAA ganha para um álbum solo de hip hop.
Seu próximo single, "Hypnotize", foi seu último vídeo clipe gravado no qual Wallace participou. Seu pico de sucesso foi com sua próxima: "Mo' Money Mo' Problems", apresentando Sean Combs (sobre o apelido rapper "Puffy Daddy") e Mase. Os dois singles alcançaram o No.1 nas 100 Melhores, fazendo Wallace se tornar o primeiro artista a alcançar este feito postumamente. O terceiro single, Sky's The Limit , apresentando a banda 112, que possuía como principal espetáculo o uso das crianças para representar o a vida contemporânea de Wallace, Combs, Lil' Kim e Busta Rhymes. O vídeo musical foi dirigido por Spike Jonze. Wallace foi nomeado para Artista do Ano e seu álbum, "Hypnotize", Single do Ano pela revista Spin em Dezembro de 1997.
No meio de 1997, Combs lançou seu álbum, No Way Out , no qual Wallace participou em cinco músicas, notavelmente no terceiro single "Victory". O mais proeminente single do álbum foi I'll Be Missing You , participando Combs, Faith Evans e 112, no qual foi dedicada à memória de Wallace. No Grammy Award de 1998, Life After Dead com seus dois primeiros singles foram nomeados para a categoria de rap. O álbum de Combs, No Way Out e I'll Be Missing You ganharam o prêmio na categoria de Melhor Performance Rap Por Uma Dupla ou Grupo no qual "Mo' Money Mo' Problems" também foi nomeado.
Em 1996, Wallace começou a montar um super grupo de hip-hop, The Commission, no qual participava ele, Jay-Z, Lil' Cease, Combs, e Charli Baltimore. The Commission foi mencionado por Wallace nas letras de What's Beef  em Life After Death e "Victory" de No Way Out, mas um álbum do grupo Commission nunca foi finalizado. Uma trilha em Duets: The Final Chapter, "Watchu Want (The Commission) ", estrelando Jay-Z, foi baseada no grupo.
Em Dezembro de 1999, o grupo Bad Boy lançou Born Again . O álbum consistia de materiais antes não lançados, misturados com aparições de novos convidados, incluindo artistas que Wallace nunca colaborou em sua vida. O álbum recebeu algumas avaliações positivas, mas também duras críticas por conta dos pares improváveis; A revista The Source descreveu como: "uma das compilações mais estranhas de sua carreira". Mesmo assim, o álbum vendeu 2 milhões de cópias. Wallace apareceu também no álbum de Michael Jackson, Invincible.
Com o tempo, sua voz pôde ser ouvida em músicas como Foolish  e Realest Niggas por Ashati em 2002, e a música "Runnin' (Dying to Live)" com Shakur, no ano seguinte. Em 2005, Duets: The Final Chapter continuou a padronização iniciada em Born Again, na qual foi criticada pela falta de vocais significantes de Wallace em algumas músicas. Em seguida, o single Nasty Girl  tornou Wallace o maior single na Inglaterra. Combs e Voletta Wallace afirmaram que o álbum seria o último lançamento principalmente com material novo.
Um álbum dueto, The King & I, estrelando Evans e Notorious B.I.G., foi lançado em 19 de Maio de 2018, contento inúmeros materiais musicais não lançados anteriormente.

## Estilo musical
Wallace geralmente cantava suas músicas em um tom profundo, descrito por Rolling Stone como um "grunhido desvolto e grosso", no qual se mostra bem obscuro em Life After Death. Frequentemente, durante todo o álbum, se pode ser ouvido as improvisações de Sean "Puffy" Combs. Na coluna de Unsigned Hype da The Source, estas improvisações de Combs foram descritas como "legais, nasais, e filtradas, para abençoar seu próprio material".

## Discografia

### Álbuns de estúdio
- 1994 - Ready to Die #15 nos E.U.A., 6X Platina
- 1997 - Life After Death #1 nos E.U.A., Diamante

### Álbuns póstumos
- 1999 - Born Again
- 2005 - Duets: The Final Chapter
- 2017 - The King and I (Faith Evans ft. The Notorious B.I.G.)

### Álbum de Colaboração
- 1995 - Conspiracy com Junior M.A.F.I.A.

### Compilações
- 2007 - Greatest Hits
- 2009 - Notorious: Original Motion Picture Soundtrack
- 2021 - Music Inspired By Biggie: I Got A Story To Tell

## Singles
- 1994 - Juicy - #1 Rap Hot, #1 E.U.A.
- 1994 - Thug for Life - #1 Rap Hot, 1# E.U.A. (a música é de Tupac Shakur)
- 1995 - Big Poppa - #1 Rap Hot, #1 E.U.A.
- 1995 - One More Chance (feat. Faith Evans) - #1 Rap Hot, #2 E.U.A.
- 1997 - Hypnotize - #1 Rap Hot, #1 E.U.A.
- 1997 - Mo' Money Mo' Problems (feat. Mase & Diddy) - #1 Rap Hot, #1 E.U.A.
- 1997 - Sky's the Limit (feat. 112) - #3 Rap Hot, #1 U.S.A.
- 1999 - N.O.T.O.R.I.O.U.S (feat. Diddy & Lil' Kim) - #1 Rap Hot, #1 E.U.A.
- 2000 - Dead Wrong (feat. Eminem)
- 2005 - Nasty Girl (feat. Diddy, Nelly, Jadge Edge & Avery Storm) - #1 Rap Hot, #2 E.U.A.

## Prêmios e indicações
| Prêmio                           | Ano da Cerimônia    | Nomeação/Trabalho                                        | Categoria                                   | Resultado |
| -------------------------------- | ------------------- | -------------------------------------------------------- | ------------------------------------------- | --------- |
| The Source Hip-Hop Music Awards  | 1995                | The Notorious B.I.G.                                     | Novo Artista do Ano, Solo                   | Venceu    |
| The Source Hip-Hop Music Awards  | 1995                | The Notorious B.I.G.                                     | Escritor do Ano                             | Venceu    |
| The Source Hip-Hop Music Awards  | 1995                | The Notorious B.I.G.                                     | Melhor Performance Ao Vivo do Ano           | Venceu    |
| The Source Hip-Hop Music Awards  | 1995                | Ready To Die                                             | Álbum do Ano                                | Venceu    |
| Billboard Music Awards           | 1995                | The Notorious B.I.G.                                     | Artista de Rap do Ano                       | Venceu    |
| Billboard Music Awards           | 1995                | "One More Chance/Stay with Me (Remix)" (com Faith Evans) | Rap Single do Ano                           | Venceu    |
| Billboard Music Awards           | 1997                | Life After Death                                         | R&B Álbum                                   | Venceu    |
| Grammy Awards                    | Predefinição:Grammy | "Big Poppa"                                              | Melhor Performance de Rap Solo              | Indicado  |
| Grammy Awards                    | Predefinição:Grammy | "Hypnotize"                                              | Melhor Performance de Rap Solo              | Indicado  |
| Grammy Awards                    | Predefinição:Grammy | "Mo Money Mo Problems" (com Mase and Puff Daddy)         | Melhor Performance de Rap Duo ou Solo       | Indicado  |
| Grammy Awards                    | Predefinição:Grammy | Life After Death                                         | Melhor Álbum de Rap                         | Indicado  |
| MTV Video Music Awards           | 1997                | "Hypnotize"                                              | Melhor Vídeo-Clipe de Rap                   | Venceu    |
| MTV Video Music Awards           | 1998                | "Mo Money Mo Problems" (com Mase and Puff Daddy)         | Melhor Vídeo-Clipe de Rap                   | Indicado  |
| Soul Train Music Awards          | 1996                | "One More Chance/Stay With Me (Remix)" (com Faith Evans) | R&B/Música Soul ou Rap do Ano               | Venceu    |
| Soul Train Music Awards          | 1998                | Life After Death                                         | Melhor Álbum Masculino de R&B/Soul          | Venceu    |
| Soul Train Music Awards          | 1998                | Life After Death                                         | Melhor R&B/Álbum Soul do Ano                | Indicado  |
| Soul Train Music Awards          | 1998                | "Mo Money Mo Problems" (com Mase and Puff Daddy)         | Melhor Cinematografia R&B/Álbum Soul do Ano | Indicado  |
| Black Reel Awards                | 2004                | "Runnin' (Dying to Live)" (com Tupac Shakur)             | Melhor Música Original ou Adaptada do Ano   | Indicado  |
| ASCAP Rhythm & Soul Music Awards | 2005                | "Runnin' (Dying to Live)" (com Tupac Shakur)             | Melhor Música de Soundtrack do Ano          | Venceu    |
| ASCAP Rhythm & Soul Music Awards | 2017                | The Notorious B.I.G.                                     | Premiação dos Fundadores da ASCAP           | Venceu    |
| ASCAP Rhythm & Soul Music Awards | 2020                | "Sicko Mode"                                             | Vencedor de Música Rap e R&B/Hip-Hop        | Venceu    |
| Rock and Roll Hall of Fame       | 2020                | The Notorious B.I.G.                                     | Performances                                | Venceu    |